# Van der Waalsova enačba stanja
Van der Waalsova enáčba stánja [vanderválsova ~] je enačba stanja za tekočino, ki jo sestavljajo končno veliki delci, med katerimi deluje privlačna sila (npr. van der Waalsova sila). Leta 1873 jo je z modifikacijo splošne plinske enačbe izpeljal nizozemski fizik Johannes Diderik van der Waals. Enačba približno opisuje razmere v realnih tekočinah, tako da upošteva končno velikost molekul in privlak med njimi.
V splošnem jo zapišemo:
{\displaystyle \left(p+{\frac {A}{V^{2}}}\right)(V-B)={\frac {m}{M}}RT=nRT\!\,.}
Pri tem je p tlak, V prostornina, T absolutna temperatura, m masa, M molska masa, R specifična plinska konstanta, n množina snovi, A in B pa parametra enačbe. Pogosto enačbo zapišejo tudi za molsko prostornino (prostornino enega mola) plina:
{\displaystyle \left(p+{\frac {a}{V_{m}^{2}}}\right)\left(V_{m}-b\right)=RT}
Pri tem vpeljemo nove oznake
{\displaystyle A=a\left({\frac {m}{M}}\right)^{2}}
{\displaystyle B=b{\frac {m}{M}}}
{\displaystyle V=V_{m}{\frac {m}{M}}}
Snovne konstante a, b in R lahko izračunamo iz kritičnih lastnosti:
{\displaystyle a=3p_{k}V_{k}^{2}}
{\displaystyle b={\frac {V_{k}}{3}}}
{\displaystyle R={\frac {8p_{k}V_{k}}{3T_{k}}}}
Parameter a se imenuje privlačnostni, parameter b pa odbojnostni parameter ali efektivna molska prostornina. a upošteva sile privlačenja med molekulami tekočine, b pa omejeno stisljivost snovi. Čeprav ponuja van der Waalsova enačba bistveno boljši opis sistema od splošne plinske enačbe in napove kapljevinsko fazo, pa je ujemanje z eksperimentalnimi vrednostmi omejeno, posebej v območju na meji med fazama. Iz zgodovinskih razlogov van der Waalsove enačba ostaja kot zgled v učbenikih fizike, v praksi pa se ne uporablja več, saj novejše enačbe ob neznatno večji zapletenosti ponujajo dosti boljšo natančnost.